# روکه اوالی
روکه اوالی (انگلیسی: Roque Avallay؛ زادهٔ ۱۴ دسامبر ۱۹۴۵) بازیکن فوتبال اهل آرژانتین است.
از باشگاه‌هایی که در آن بازی کرده‌است می‌توان به باشگاه فوتبال نیولز اولد بویز، باشگاه اتلتیکو ایندپندینته، باشگاه فوتبال راسینگ کلوب آویاندا، و باشگاه فوتبال اتلتیکو هوراکان اشاره کرد.
وی همچنین در تیم ملی فوتبال آرژانتین بازی کرده‌است.